# Kazuma Yamaguchi
Kazuma Yamaguchi (山口 一真 Yamaguchi Kazuma?, Tokio, 17 de enero de 1996) es un futbolista japonés que juega como delantero en el Matsumoto Yamaga F. C. de la J3 League.

## Trayectoria

### Clubes
| Club                          | País  | Año       |
| ----------------------------- | ----- | --------- |
| Kashima Antlers               | Japón | 2018-2020 |
| Mito HollyHock (cedido)       | Japón | 2020      |
| Matsumoto Yamaga F. C.        | Japón | 2021-     |
| F. C. Machida Zelvia (cedido) | Japón | 2022-2023 |